# 函館市交通部500形電車
函館市交通部500形電車（はこだてしこうつうぶ500がたでんしゃ）は、1948年（昭和23年）に登場した函館市交通部（後の函館市交通局、現在の函館市企業局交通部。函館市電）の路面電車車両である。

## 概要
輸送力増強のため、1948年から1950年（昭和25年）にかけて日本車輛製造で30両（501 - 530）が製造された大型の3扉ボギー車である。函館市電では、1936年（昭和11年）導入の300形以来、かつ戦後初めての新造車である。
設計は戦前に運行されていた大型ボギー車50形や1934年（昭和9年）の函館大火の復興にあたって大火に強い半鋼製車として設計された300形を手掛けた函館市交通局の白旗譲技師が行ったものである。
本形式は函館市電で最大両数を誇ったが、1980年代後半以降は老朽化や路線の縮小、2000形・3000形・9600形といった新型車の導入により淘汰が進み、2020年現在は501号（2代目）と530号の2両が在籍している。530号は現在函館市電の一般営業車両としては最古参の車両であるが、函館市企業局は同車を当面維持する方針である。

## 製造
30両全車が日本車輌東京支店蕨工場で製造された。
- 501 - 515 / 1948年11月製造、1949年（昭和24年）9月28日認可
- 516 - 520 / 1949年12月製造、1950年（昭和25年）9月30日認可
- 521 - 525 / 1950年5月製造、1951年（昭和26年）3月6日認可
- 526 - 530 / 1950年11月製造、1951年3月6日認可
  - 参考文献 - 『急電101』 Vol．6、京都鉄道趣味同好会、1960年7月

日本車輌には、1948年10月に日本車輌東京支店蕨工場で撮影された501号と、1950年11月に函館市交通局駒場車庫において撮影された530号の落成写真が残されている。
[[ファイル:|サムネイル|235x235ピクセル|走行音 2020年12月16日 録音]]

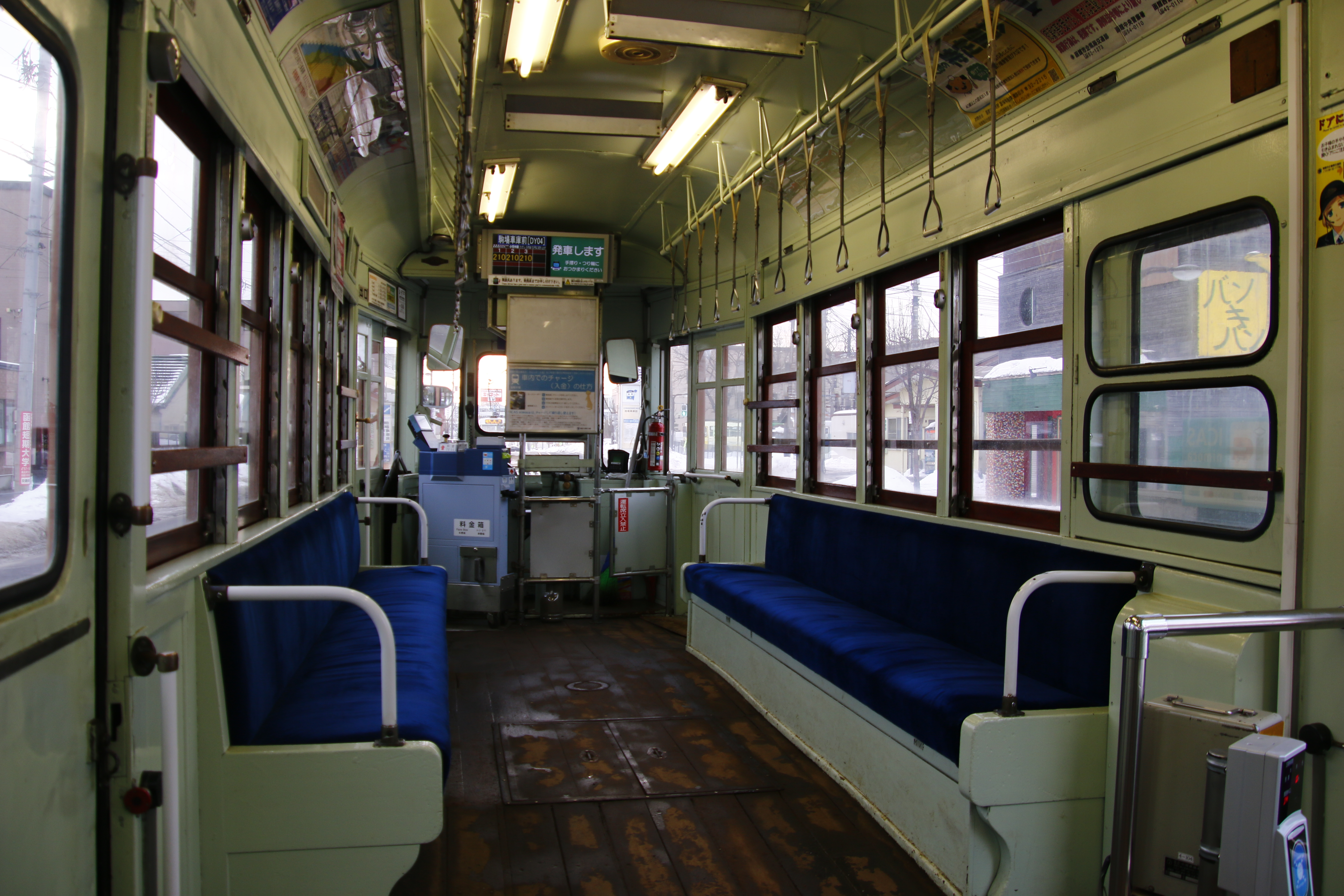
内装

鉄道雑誌『鉄道ファン』1971年（昭和46年）7月号 (No. 123) 「函館市電300形単車姿を消す」（千歳篤）のレポートには、1948年秋に新造ボギー車500形10両が函館市交通局に到着した旨が書かれている。

## 改造

### 集電装置の交換
本形式は入線時、集電装置としてビューゲルが装備されていたが、1962年（昭和37年）から翌年1月にかけて全車Z型パンタグラフに交換された。

### 中扉の閉鎖
本形式は運用当初より乗務員3名で運行されていたが、人件費節約のため1963年（昭和38年）11月より中扉を締め切って前後2扉のみの使用となった。
なお、10両（501 - 510）の中扉部分には座席が設けられ、定員も90名に増加した。

### ワンマン化改造
706形、710形、800形に続いて、1970年から翌年にかけてワンマン化改造が実施された。改造では、正面窓の拡大や乗降扉の自動化、後扉の閉鎖が実施され、閉鎖が解かれた中扉は2枚引戸から1枚引戸に改造されている。後扉については改造により埋め込まれたが、扉の痕跡は確認できる。

### 暖房取付
1971年から翌年にかけて、当時在籍していた27両に暖房装置が取り付けられた。この暖房装置は灯油燃焼式で、1969年に706形706号に試験的に取り付けられ好評であったことから、本形式にも採用された。
- 503 - 516 / 1971年10月[11]
- 517, 519 - 530 / 1972年（昭和47年）11月[11]

### 車体更新

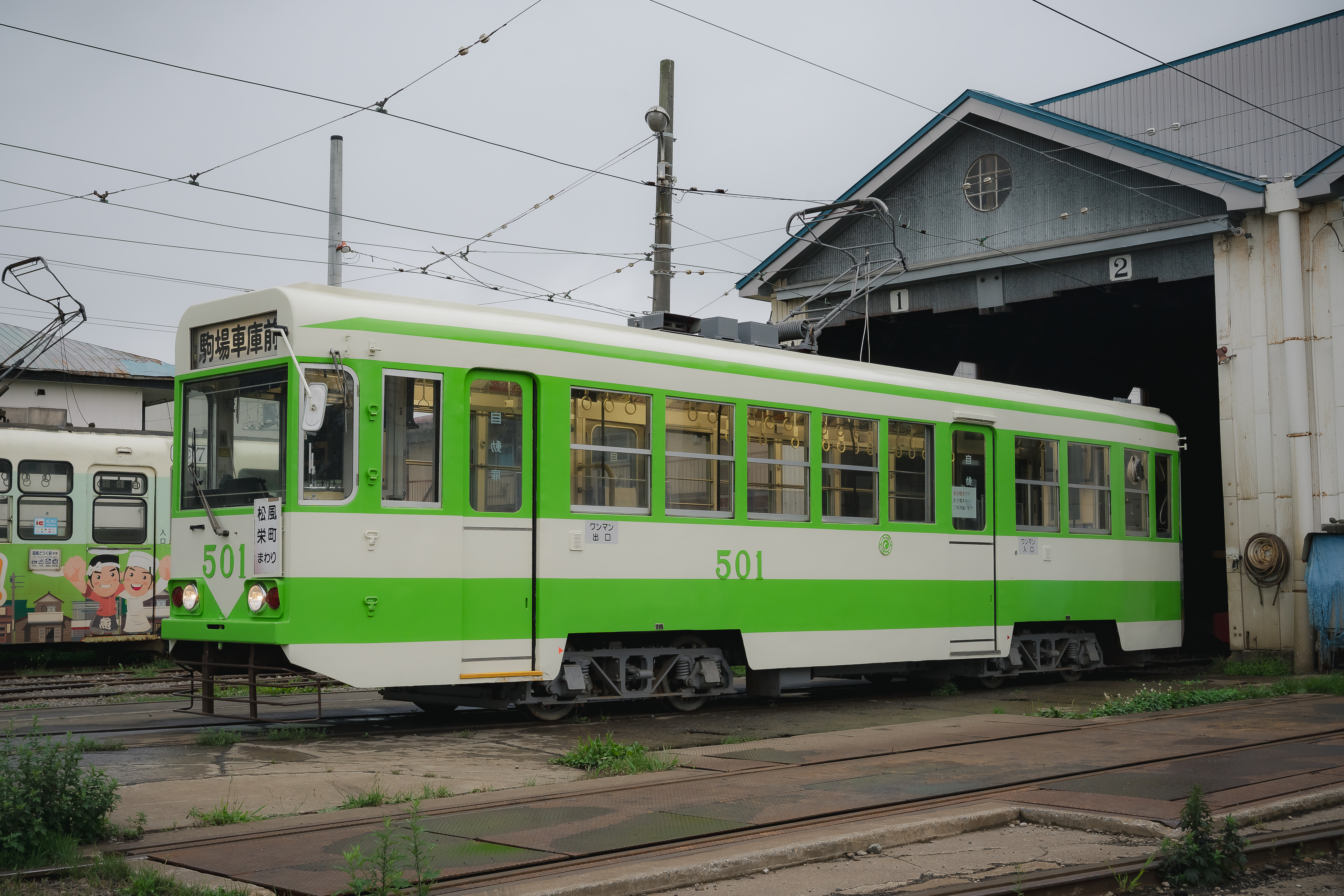
501号(2代目)。登場時塗装に戻された姿
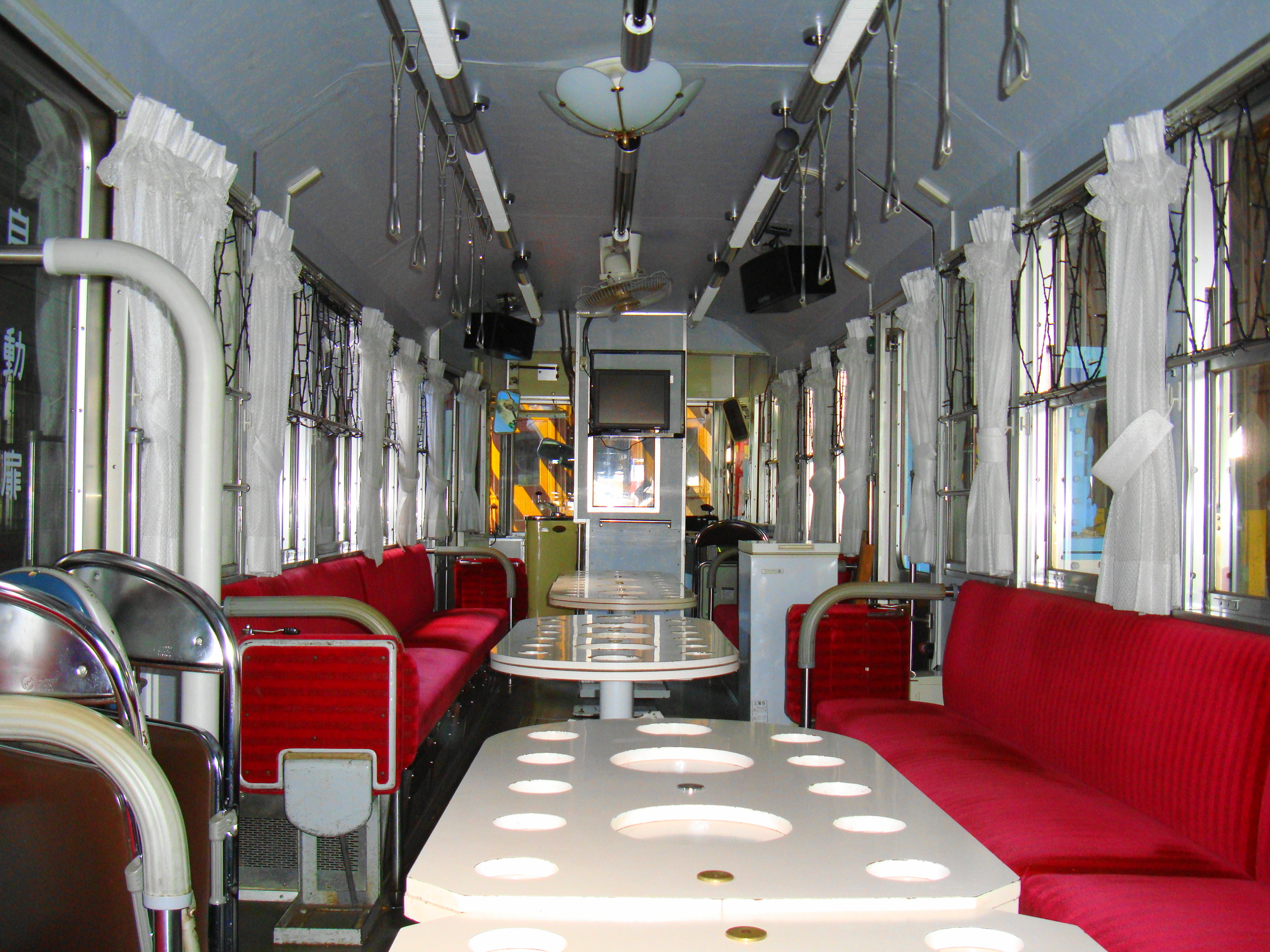
カラオケ設備を搭載していた頃の501車内

505は1987年（昭和62年）1月、国鉄五稜郭工場で前年に更新された710形711号に準じた車体に更新され、501（2代）に改番された。

### カラオケ電車への改造
509号は1987年3月に自局工場で貸切専用のカラオケ電車に改造された。車内にはカラオケ装置やテーブル、冷蔵庫や流し台などが設けられ、塗装もマルーン基調のものに変更されたが、1996年（平成8年）7月に廃車となった。
509号廃車前の1995年7月に、501（2代目）の車内にシンセサイザーカラオケ装置やテーブルなどが設置され、2代目のカラオケ電車として竣工した。その後2007年2月頃 - 7月頃にリニューアルを行い、AMUSEMENT TRAMと改名して引き続き運行されたが、2020年からの新型コロナウイルス感染拡大以後、利用の減少が続いた。2021年12月から2022年5月にかけての改修作業で車内をより多目的に使用できるよう改修され、先述のカラオケ装置は撤去され、固定式だったテーブルは着脱式に変更、吊革も増設された。また塗装も、営業用だった当時のライトグリーンとアイボリーの新標準色に変更されている。

## 車体塗装

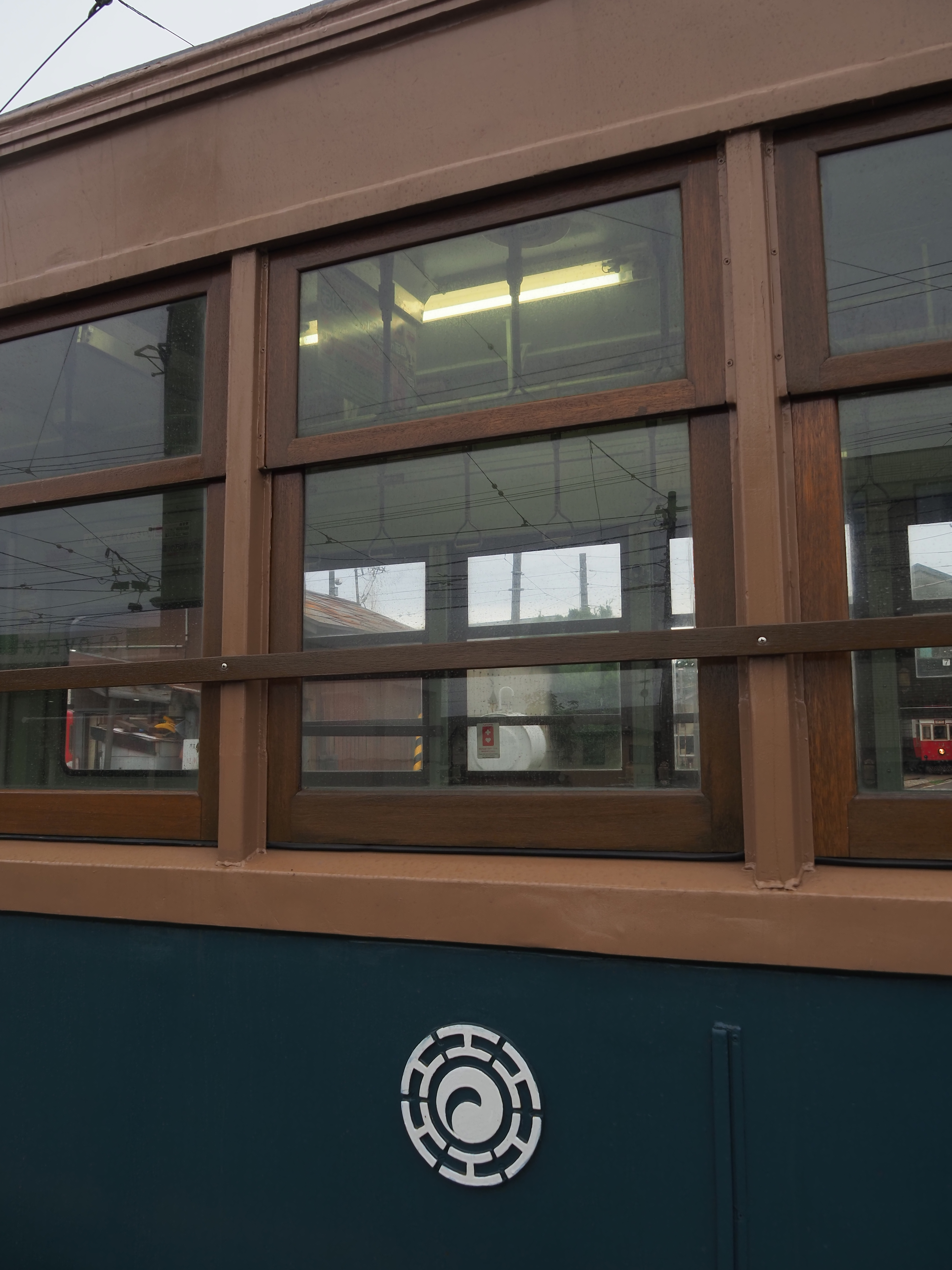
ニス塗りの窓枠

登場時の塗装は上半分がマンチュアサンドライト（ダークベージュ）、下半分がマジョルカブルー（濃紺）のツートンで、これは300形に倣ったものであった。1975年（昭和50年）頃には510が当時の標準色であったクリームと薄緑のツートンに塗り替えられたほか、この頃から導入されたCMカー（全面広告車）には本形式も起用されている。
1988年からは一部の車両がアイボリー基調にライトグリーンの帯が入った塗装（新標準色）に塗り替えられた。
530号は2008年（平成20年）頃に新標準色から登場時の塗装に戻され、窓枠もニス塗りとなっている。

## 運用

### 501号
501号は「アミューズメントトラム」として、夏季の「カラオケビール電車」などに使用されている。また、個人やグループでの貸切運行もある。

### 530号
530号は運用は函館競馬、はこだて港まつり開催日などの多客期の増車が中心であるが、路面凍結が発生するような厳冬期には企業局内ではフランジ付けと呼ばれる、始発前や始発の営業列車として線路上や線路と舗装の隙間に入り込んだ雪を取り除くなどといった、軌道上の安全確認の業務を担っている。
また、501号と同様貸し切りも可能。またJR東日本が運行するクルーズトレイン『TRAIN SUITE 四季島』の3泊4日コースにおける自由時間で530号を利用者用に貸し切ることがある。

### 特別運行
- 2013年6月29日は函館の路面電車が開通してから100年の節目であることから、排4号、39号、9602号、723号とともに『100年間の電車大行進』と題して5両が一列になって全線を行進するというイベントが行われた。なお翌日の始発前にも同様の方法で『モーニング電車大行進』が行われた。さらに530号と723号は臨100系統として函館どつく前～谷地頭間を直行した。なおこの時は両者とも車掌が乗車してツーマンによる運行となった[31]。

- 2016年3月26・27日は北海道新幹線開業を記念し、39号「箱館ハイカラ號」、9602号とともに特別運行が行われた[32]。

## TV・映画などへの登場
TVや映画のロケに度々用いられることがあり、最近の例としては2015年（平成27）にNHKで放送されたブラタモリ「函館の夜景」や、2016年（平成28年）に公開された映画「世界から猫が消えたなら」また2017年５月1日日本テレビ系列で放送された「笑神様は突然に…」のロケに使用されている。

## 事故
1963年8月、宝来町電停付近のカーブで勾配による暴走が原因で524が脱線、対向の518と正面衝突した。これにより大破した518が廃車となった。

## 廃車
- 501（初代）・502 / 1973年（昭和48年）10月1日付[11]。
- 503・504・506 / 1985年（昭和60年）5月1日付[15]。
- 507・508 / 1986年（昭和61年）11月1日付[15]。
- 509 / 1996年7月20日付[15]。
- 510 - 512/1991年4月30日付[15]。
- 513 - 515 / 1992年（平成4年）9月30日付[15]。
- 516・517・519 - 521 / 1993年（平成5年）4月1日付[15]。
- 518 / 1964年（昭和39年）1月10日付[2]。先述の通り1963年8月の524の暴走による正面衝突事故のため大破し事故廃車。[2]台車と主電動機は706に流用された[2]。
- 522・523 / 1993年（平成5年）5月15日付[15]。2001・3001の導入によるよる余剰。
- 524 / 1979年3月（昭和54年）。
- 525 / 1994年3月（平成6年）3月31日付[15]。2002・3002の導入による余剰。
- 526・527 / 1995年（平成7年）3月31日付[15]。3003の導入による余剰。
- 528 / 1997年（平成9年）3月26日付[15]。
- 529 / 2007年3月31日付[36]。9601導入に伴う余剰。1007・1008とともに2010年ごろまで放置されたが現在は解体撤去された。

### 書籍
- 『世界の鉄道　1964年版』朝日新聞社・木村庸太郎編集発行、朝日新聞社、1963年9月。
- 『世界の鉄道　1983年版』朝日新聞社・楠山定編集発行、朝日新聞社、1982年12月。
- 寺田裕一『ローカル私鉄車輛20年 路面電車・中私鉄編』JTB〈JTBキャンブックス〉、2003年。ISBN 4-533-04718-1。
- 『路面電車ガイドブック』誠文堂新光社、1976年6月。
- 『函館の路面電車100年』北海道新聞社、2013年6月。
- 『路面電車年鑑』イカロス出版、2018年1月18日刊。ISBN 978-4-8022-0465-1

### 雑誌記事
- 奥野和弘「函館市交通局」『鉄道ピクトリアル 1969年4月号臨時増刊』第19巻、鉄道図書刊行会、1969年4月。
- 沼尻利之「函館市交通局」『鉄道ピクトリアル 1976年4月臨時増刊号』第26巻第4号、鉄道図書刊行会、1976年4月。
- 横山真吾「函館市交通局」『鉄道ピクトリアル 1989年3月臨時増刊号』第39巻第3号、鉄道図書刊行会、1989年3月。
- 早川淳一「函館市交通局」『鉄道ピクトリアル 1994年7月号臨時増刊』第44巻第7号、鉄道図書刊行会、1994年7月。
- 早川淳一「函館市交通局」『鉄道ピクトリアル 2000年7月号臨時増刊』第50巻第7号、鉄道図書刊行会、2000年7月。
- 「車両データ〜2006年度」、『鉄道ピクトリアル』2007年10月号臨時増刊』57巻10号 pp. 202-248
- 早川淳一「函館市企業局交通部」『鉄道ピクトリアル 2011年8月号臨時増刊』第61巻第8号、鉄道図書刊行会、2011年8月。

## 関連リンク
- 車両のご紹介（函館市電）函館市公式
- フォトギャラリー　函館市公式